# Agaricomycetidae
Agaricomycetidae là một phân lớp trong lớp Agaricomycetes của ngành nấm đảm (Basidiomycota) trong giới nấm (Fungi). Tên gọi Agaricomycetidae đã được Marcel Locquin sử dụng từ năm 1984, nhưng công bố của ông không chứa chẩn đoán bằng tiếng La tinh và vì thế được coi là bất hợp lệ theo quy tắc của Quy tắc Quốc tế về Danh pháp tảo, nấm và thực vật (ICN). Sau đó nó được Erast Parmasto công bố hợp lệ vào năm 1986.